# Jesús Rodríguez Rodríguez
Jesús Rodríguez Rodríguez es un ex ciclista profesional español. Nació en Ávila el 21 de diciembre de 1960. Fue profesional entre 1984 y 1992 ininterrumpidamente.
Solamente corrió para equipos muy modestos y no consiguió victorias como profesional.

## Palmarés
No obtuvo victorias en el campo profesional.

## Equipos
- Dormilon (1984-1985)
- Colchón-CR (1986-1987)
- Helios-CR (1988-1989)
- Puertas Mavisa (1990-1991)
- Poudre (1991)
- Puertas Mavisa (1992)